# Télescope (constellation)
Telescopium
Pour les articles homonymes, voir télescope (homonymie).
Le Télescope est une constellation de l'hémisphère sud.

## Histoire
Cette constellation fut introduite par Nicolas-Louis de Lacaille en 1752 pour désigner un pan de ciel sans dénomination. Comme plusieurs autres constellations créées par Lacaille, elle porte le nom d'un appareil scientifique.

## Étoiles principales

### αTelescopii
α Telescopii, l'étoile la plus brillante de la constellation, possède une magnitude apparente de 3,49. Il s'agit d'une sous-géante bleue, environ 6 fois plus massive que le Soleil, 200 fois plus brillante, et distante du système solaire d'un peu moins de 250 années-lumière.

### Autres étoiles
δ Telescopii regroupe une paire d'étoiles que l'on peut distinguer à l'œil nu. Il ne s'agit que d'une coïncidence, car si δ1 Tel (la plus brillante avec une magnitude de 4,92) se situe à environ 800 années lumière de nous, δ2 Tel (d'une magnitude de 5,07) se trouve au moins à 1 100 années lumière. Toutes les deux sont par ailleurs des étoiles binaires.

## Objets célestes
La constellation du Télescope héberge une nébuleuse planétaire, IC 4699, un amas globulaire, NGC 6584, et plusieurs galaxies, NGC 6725, NGC 6761, NGC 6754 et NGC 6861.